# Romeinse villa Jette

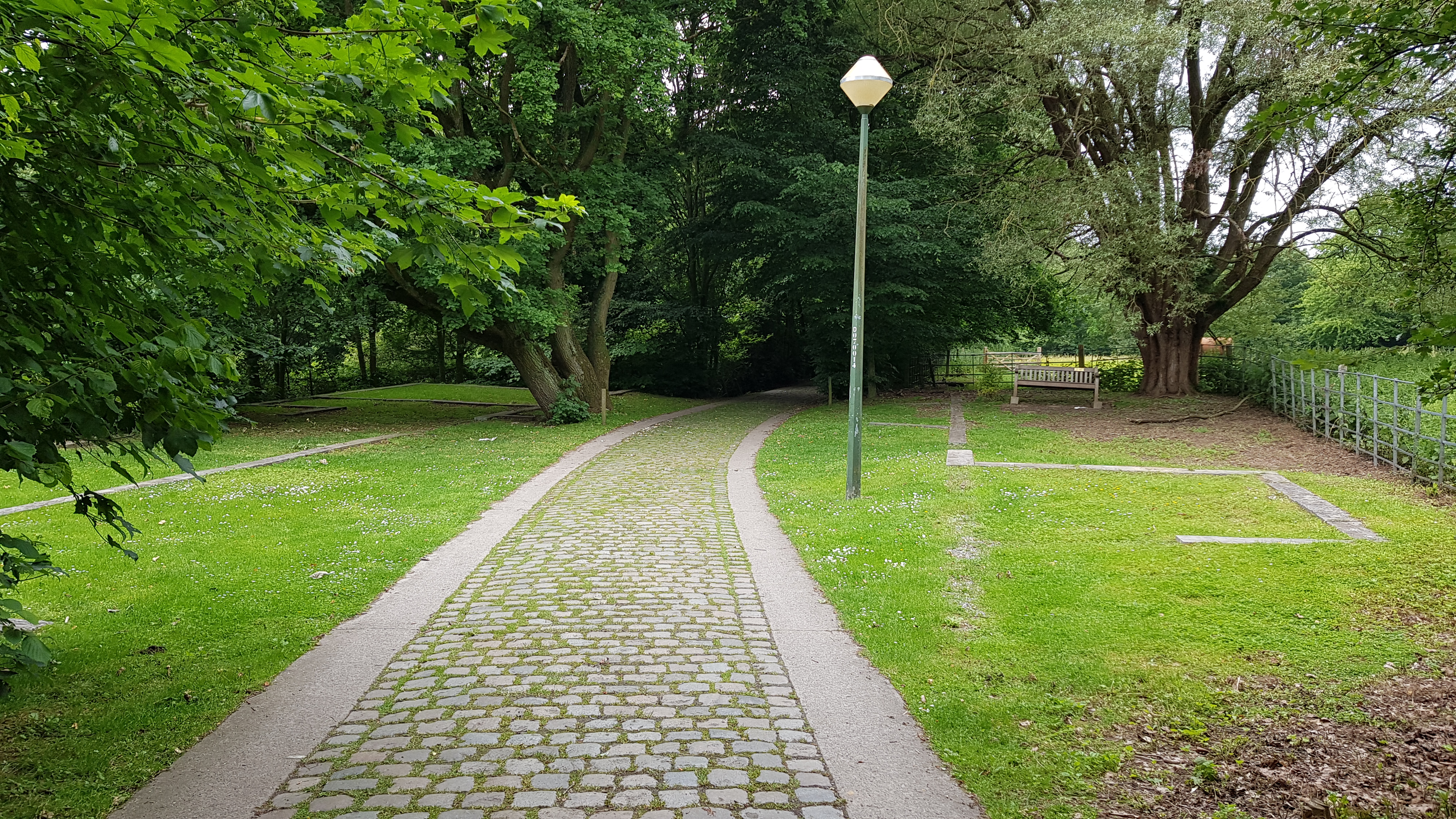
Aangeduide fundamenten van de Romeinse villa in Jette

De Romeinse villa Jette is een archeologische site van een Romeinse villa in de Belgische gemeente Jette in het Brussels Hoofdstedelijk Gewest. De site ligt ten zuidoosten van het Laarbeekbos in het Koning Boudewijnpark aan de Bosstraat. Ongeveer 200 meter ten zuiden stroomt de Molenbeek-Pontbeek.
De villa was van het type villa rustica.

## Geschiedenis
In de 2e eeuw n.Chr. werd er hier een relatief kleine villa opgericht die voorzien was van een zuilengalerij.
In de 3e eeuw werd de villa waarschijnlijk verwoest door Germaanse stammen.
Aan het einde van de jaren 1960 vonden er op deze locatie archeologische opgravingen plaats. De voorwerpen die bij de opgravingen tevoorschijn kwamen, vonden een plek in het gemeentemuseum en in Jubelparkmuseum.
In februari 2014 werd met sonderingen de exacte locatie van de villa aangeduid om het grondplan te visualiseren. Op de site werd vervolgens met blauwe steen het grondplan van de funderingen zichtbaar gemaakt waar die ondergronds gelegen zijn.